# نظریه واج‌های حنجره‌ای
```
در این مقاله از نویسه‌های ویژه‌ی واژگان هندواروپایی استفاده شده‌است. اگر دستگاه شما توان پشتیبانی آنان را نداشته‌باشد، به جای این نویسه‌های لاتین و یونی‌کدی، مربع و کادر و... خواهید دید. ضمنا علامتِ 
*
(ستاره) در نویسه‌های لاتین، باید پشتِ واج لاتین باشد اما باتوجه به راست‌به‌چپ‌بودنِ 
خط کوفی
 ممکن است این علامت به جلوی نویسه‌ها منتقل شده‌باشد.
```

نظریه واج‌های حنجره‌ای (انگلیسی: Laryngeal theory) یا نظریه حنجره‌واج‌ یک فرضیه پذیرفته‌شده در زبان‌شناسی تاریخی پیرامون زبان‌های هندواروپایی است که می‌گوید:
- زبان نیاهندواروپایی(PIE) واج‌هایی داشته‌است که فراتر از واج‌های شناخته‌شده‌ی کنونی بوده‌اند و نمی‌توان آن‌ها را با شیوه‌ی مرسومِ زبان‌شناسانه‌ی مقایسه‌ای بازسازی کرد. این حنجره‌واج‌ها امروزه در هیچ‌کدام از زبان‌های دختر وجود ندارند.
- این واج‌ها، همخوان‌هایی حنجره‌ای از جایی نامشخص از جایگاه تولید در پشت دهان بوده‌اند.

اهداف این نظریه عبارت است از:
- ارائه‌ی واج‌شناسیِ منظم‌تری نسبت به روشِ مقایسه‌ای برای زبان نیاهندواروپایی.
- گسترش بررسی وقوع جهش‌های آوایی(دگرگونی‌های آوایی) در هجاهای زبان نیاهندواروپایی به بیش از e* و o*.

این نظریه در نخستین مرحله‌‌های مطرح‌شدنش دو آوا را بازسازی کرد. علاوه بر e* و o*، آواها واج‌های مصوتی می‌ساختند که با قوانین جهش آوایی سازگار نبودند. این نظریه پس از رمزگشایی از زبان هیتی و تشخیص آن به عنوان یک زبان هندواروپایی، شانس بیشتری برای پردازش یافت.

## انواع حنجره‌واج
دیدگاه‌ها گوناگونی در ارائه‌ی حنجره‌واج‌ها وجود دارد. مثلا اسوالد سمرنیی تنها یک حنجره‌واج را شناسایی می‌کند و برخی به پیروی از جان پوه‌وِل هشت‌تا با بیشتر.

### حنجره‌واج‌های پایه
بیشتر پژوهشگران با سه حنجره‌واجِ پایه‌ای می‌پژوهند:
- *h₁، حنجره‌واجِ ساده.
- *h₂، حنجره‌واجِ aفام.
- *h₃، حنجره‌واجِ oفام.

### حنجره‌واج‌های پیشنهادی
- *h₄

برخی پژوهشگران، همخوانِ چهارمِ h₄* را نیز پیشنهاد می‌کنند که متفاوت از h₂* است چراکه به شکل آناتولیاییِ ḫ منعکس نمی‌شود، بلکه به غیر از تمامی حنجره‌‌واج‌ها در حالت آلبانیایی منعکس می‌شود؛ هنگامی که ‌واژه پیش از یک آوای تکیه‌دار تاکید شده‌باشد.
هنگامی که مطمئن نباشیم که حنجره‌واج، h₄* است یا h₂*، حنجره‌واج‌ را به شکل *ha می‌نویسیم.
- *h₁ دوتایی

پیشنهادِ کمتر پذیرفته‌تری از وینفرد فیلیپ لهمان وجود دارد که براساس نارسایی‌های زبان هیتی نتیجه‌گرفته شده که *h₁، دونوع بوده‌است.(او فرض می‌کرد که یکی از آنان انسدادی چاکنایی و دیگری اصطکاکی چاکنایی بوده‌اند.)

## تلفظ حنجره‌واج‌ها
هنوز بحث‌های بسیاری درباره خوانش حنجره‌واج‌ها وجود دارد و استدلال‌های گوناگونی برایش ارائه شده. اولا تاثیر حنجره‌واج‌ها بر واج‌های کناری به خوبی مستند شده. شواهدی که از زبان‌های هیتی و اورالی، به دست آمده‌اند برای این نتیجه‌گیری کافی هستند که حنجره‌واج‌ها، روده‌ای هستند و در طول مجرای صوتی تلفظ می‌شوند. همچین این شواهد با ادعای اصطکاکی‌بودنِ تلفظشان نیز سازگار هستند.

### h₁*
جنس المگارد راسموسن یک تحقق همخوانی برای h₁* به عنوان سایشی چاکنایی بی‌واک[h] با هجایِ واج‌گونه‌ی[ə] را پیشنهاد داد. نزدیکی [ə] و [e](با آنچه در یونانی ترکیب شده.)، شکست آن برای ایجاد یک واکه کمکی در زبان یونانی و تخاری بین یک نیم‌واکه و هم‌خوان، و احتمال گونه‌شناسانه‌ی یک [h] باتوجه به وجود هم‌خوان‌های مکش‌شده در نیاهندواروپایی از این پیشنهاد پشتیبانی می‌کنند.
وینفرد فیلیپ لهمان براساس بازتاب‌های متناقض در زبان هیتی نظریه داد که دو آوا از h₁* وجود داشته: یک انسدادی چاکنایی[ʔ] و یکی هم مانند آنچه در واژه‌ی انگلیسی hat(کلاه) خوانده می‌شود. رابرت بیکس معتقد بود که h₁* تنها یک حالتِ انسدادی چاکنایی را داشته‌است.